# Паулюс фон Штольцманн (генерал)
Паулюс Альфред Вільгельм Штольцманн, з 16 червня 1913 року — фон Штольцманн (нім. Paulus Alfred Wilhelm von Stolzmann; 1 квітня 1863, Штольберг — 4 серпня 1930, Ганновер) — німецький офіцер, генерал піхоти рейхсверу. Кавалер ордена Pour le Mérite.

## Біографія
Після здобуття юридичної освіти в Геттінгенському університеті 1 жовтня 1881 року вступив у 82-й Гессенський піхотний полк. В 1885 році призначений ад'ютантом піхотного батальйоу. З вересня 1890 року навчався у Прусській військовій академії, а з квітня 1894 року служив у Великому Генштабі. З січня 1900 року — командир роти 132-го піхотного полку. В березні 1902 року переведений в штаб 35-ї піхотної дивізії. З січня 1912 року — начальник штабу 9-го корпусу в Альтоні. З жовтня 1913 року командир 32-го піхотного полку.
На початку Першої світової війни призначений начальником штабу 9-го резервного корпусу, завданням якого був захист північного узбережжя Німеччини від передбачуваної висадки союзників. Коли стало ясно, що вторгнення на північне узбережжя не станеться, корпус був відправлений на Західний фронт, де Штольцман взяв участь в облозі Антверпена. З січня 1915 року — начальник штабу новоствореної Південної армії на Східному фронті, з вересня 1915 року — групи армій «Лінзінген». З липня 1916 року — командир 78-ї резервної дивізії на Східному фронті. В квітні 1917 року дивізія Штольцманна була перекинута на Західний фронт. З серпня 1918 року — командир 16-ї піхотної дивізії.
З 25 травня 1919 року — командир 11-ї піхотної бригади в Касселі. З 28 березня 1920 року — командувач 4-м військовим округом, одночасно з 1 жовтня 1920 року — командир 4-ї дивізії. 15 червня 1921 року вийшов у відставку.

## Звання
- Однорічний доброволець (1 жовтня 1881)
- Другий лейтенант (13 лютого 1883)
- Перший лейтенант (16 липня 1891)
- Гауптман (19 березня 1896)
- Майор (12 вересня 1902)
- Оберстлейтенант (22 травня 1909)
- Оберст (22 квітня 1912)
- Генерал-майор (24 грудня 1914)
- Генерал-лейтенант (1 липня 1918)
- Генерал піхоти запасу (15 червня 1921)

## Нагороди
- Столітня медаль
- Орден Червоного орла
  - 4-го класу
  - 3-го класу з бантом
  - 2-го класу з дубовим листям і мечами
    - зірка до ордена 2-го класу (1918)
- Орден Корони (Пруссія) 4-го і 3-го класу
- Хрест «За вислугу років» (Пруссія)
- Орден Данеброг, командорський хрест (Данія)
- Орден Церінгенського лева, командорський хрест 2-го класу
- Орден Грифона, командорський хрест
- Орден Заслуг герцога Петра-Фрідріха-Людвіга, почесний командорський хрест
- 16 червня 1913 року, з нагоди 25-річчя правління імператора Вільгельма, отримав спадкове дворянство.
- Залізний хрест 2-го і 1-го класу
- Хрест «За військові заслуги» (Австро-Угорщина) 2-го класу з військовою відзнакою (1 квітня 1915)
- Pour le Mérite (7 липня 1915)
- Військовий орден Максиміліана Йозефа, командорський хрест (21 липня 1915)
- Почесний знак Австрійського Червоного Хреста 1-го класу з військовою відзнакою (4 лютого 1918)